# مایکل هورس
مایکل هورس (انگلیسی: Michael Horse؛ زادهٔ ۲۱ دسامبر ۱۹۵۱) یک هنرپیشه اهل ایالات متحده آمریکا است.